# Attentati alle chiese di Roma

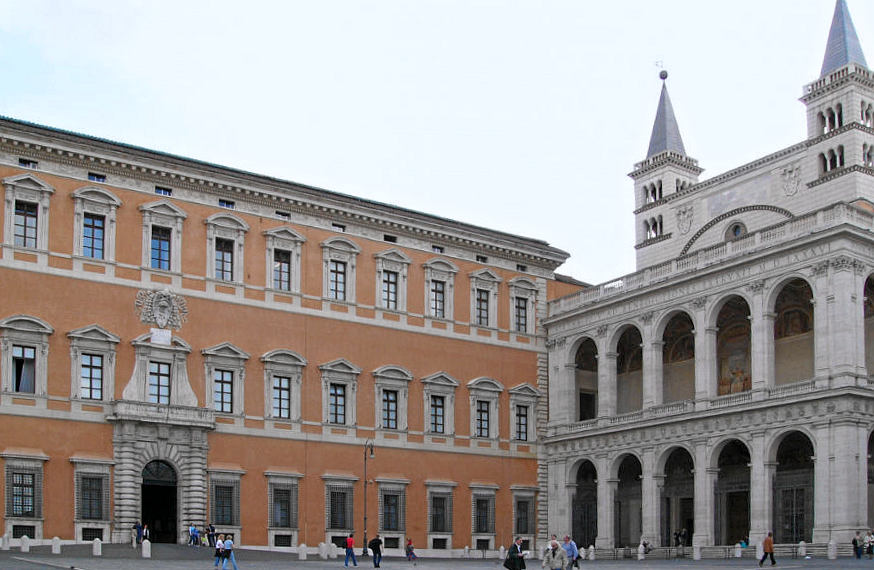
Il palazzo e l'entrata laterale della basilica, luogo dove fu collocata l'autobomba.

Gli attentati alle chiese di Roma sono stati due attacchi terroristici organizzati dall'organizzazione mafiosa di cosa nostra avvenuti in sostanziale contemporaneità nei pressi della basilica di San Giovanni in Laterano e della chiesa di San Giorgio in Velabro.
Alle ore 00:03 del 28 luglio 1993 un'autobomba esplose in piazza di San Giovanni in Laterano presso la Basilica di San Giovanni in Laterano e il Palazzo del Laterano mentre un altro attacco fu attuato cinque minuti dopo alle 00:08 nei pressi della chiesa di San Giorgio in Velabro, complessivamente si contarono ventidue feriti. Quaranta minuti prima nella stessa notte un'altra autobomba esplose in via Palestro a Milano alle 23:14 circa.

## Storia

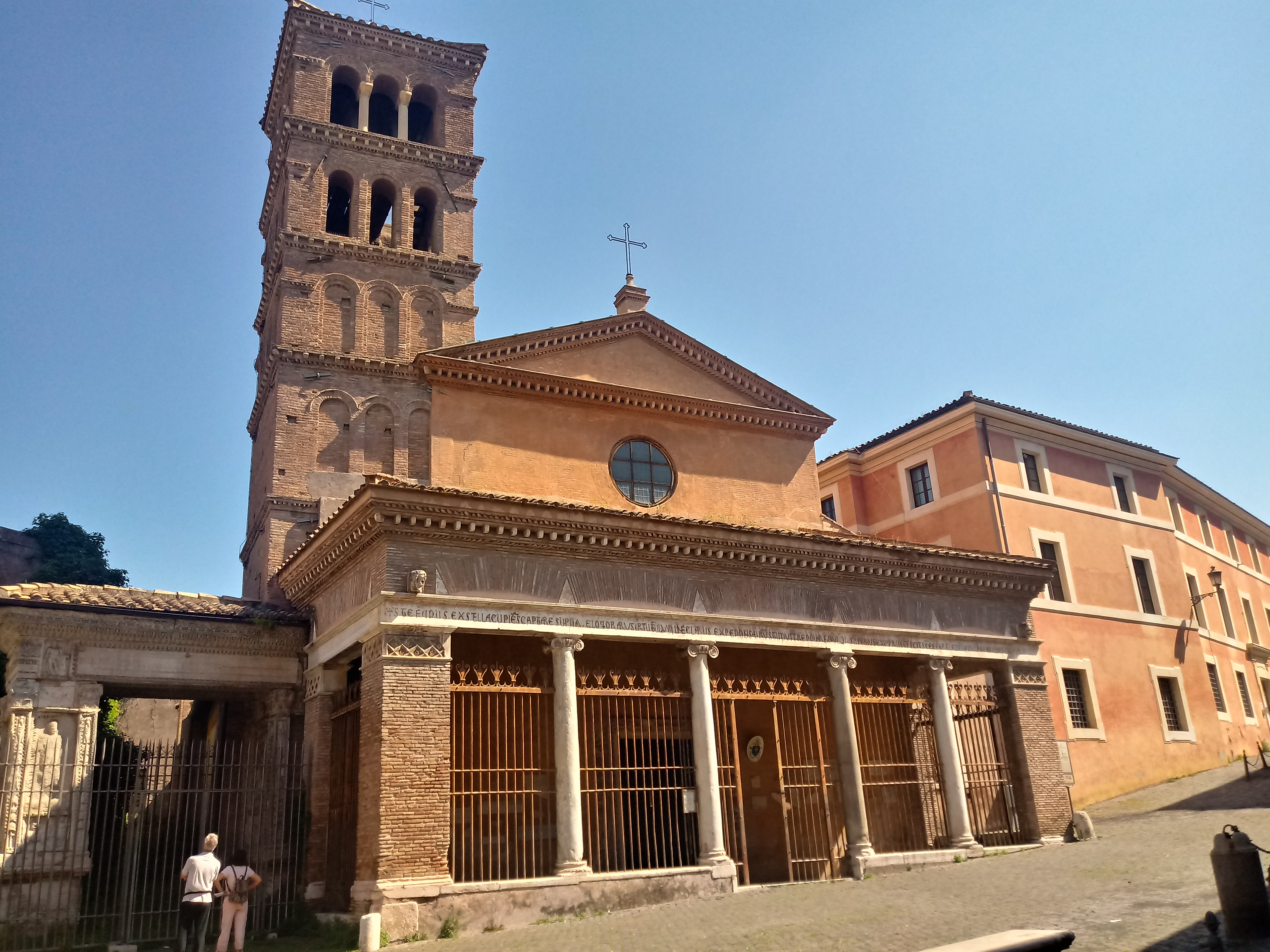
La chiesa di San Giorgio al Velabro.

Intorno alla metà di maggio 1993, Antonio Scarano (spacciatore di droga di origini calabresi legato al boss castelvetranese Matteo Messina Denaro, che si era già messo a "disposizione" per l'esecuzione dell'attentato in via Fauro) venne incaricato da Luigi Giacalone (mafioso di Roccella) di reperire un appartamento a Roma: Scarano ne trovò uno in affitto in via Dire Daua, nel Quartiere Africano, da un suo amico, Alfredo Bizzoni. 
Sempre a metà maggio, Cosimo Lo Nigro, Francesco Giuliano e Gaspare Spatuzza (mafiosi di Corso dei Mille e Brancaccio) provvidero a macinare e confezionare alcuni chili di esplosivo necessario per compiere attentati, presso una casa fatiscente a Corso dei Mille messa a disposizione da Antonino Mangano (capo della Famiglia di Roccella); una parte dell'esplosivo venne affidata a Pietro Carra (autotrasportatore che gravitava negli ambienti mafiosi di Brancaccio), il quale lo occultò in un doppiofondo ricavato nel suo camion per trasportarlo a Roma, presso un magazzino sulla via Ostiense messo a disposizione da Emanuele Di Natale (spacciatore di droga amico di Scarano), dove lo stesso Di Natale, insieme a Scarano, Giuliano, Lo Nigro, Spatuzza (presente anche Salvatore Benigno, mafioso di Misilmeri "esperto" di esplosivi), provvidero a scaricarlo e a sotterrarlo nel cortile del magazzino per utilizzarlo in un secondo momento.

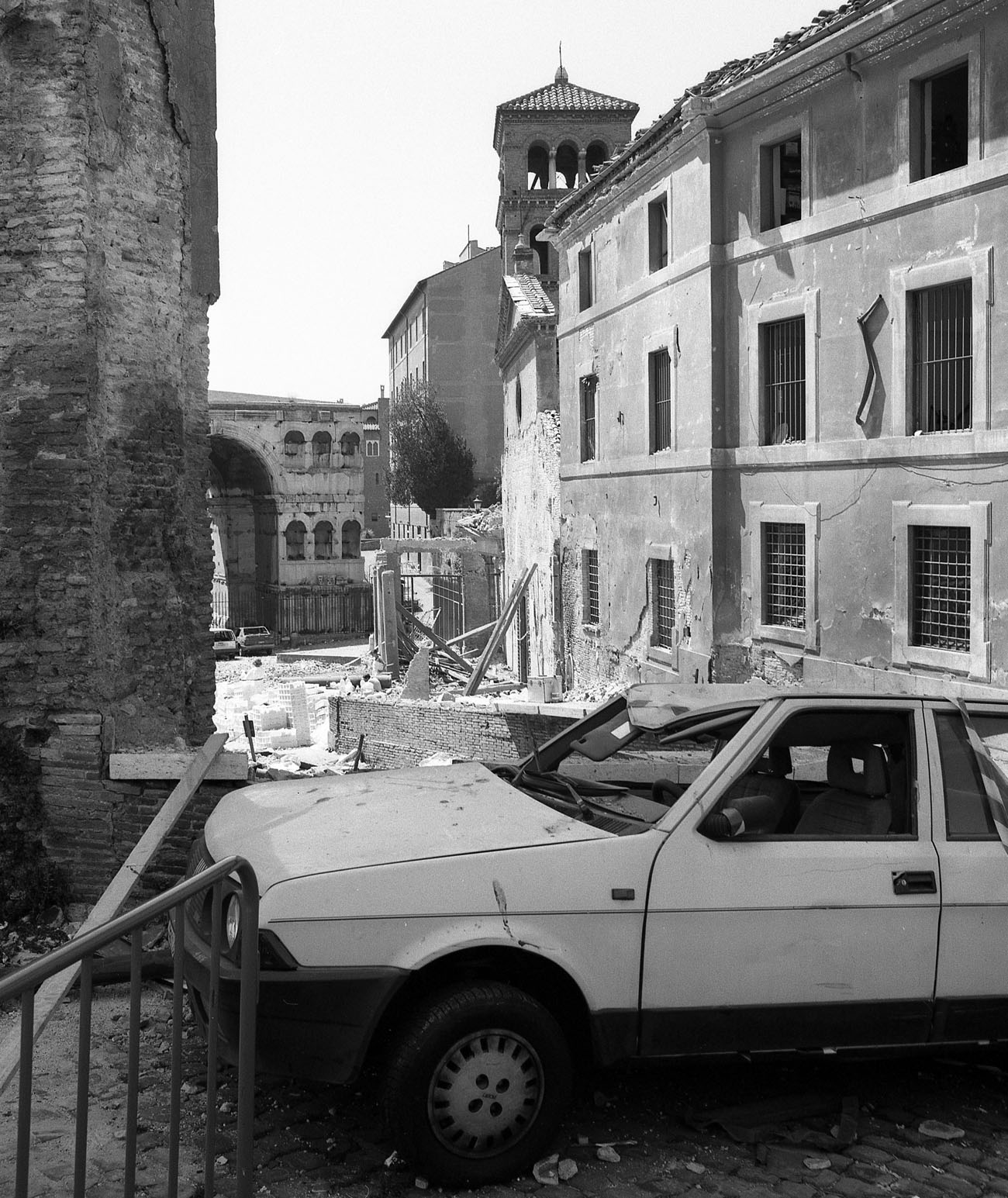
La facciata della chiesa di San Giorgio al Velabro devastata dall'esplosione.

A giugno Scarano accompagnò con la sua auto Lo Nigro e Spatuzza a Trastevere durante la tradizionale "Festa de Noantri" e in centro, nella zona di via dei Cerchi e del Velabro: i due osservarono strade e edifici, misurarono i tempi dei tragitti per individuare un luogo da colpire; infine scelsero come obiettivi le chiese di San Giorgio al Velabro e San Giovanni in Laterano.
Il 26 luglio, Lo Nigro, Spatuzza, Benigno e Giuliano si portarono da Milano (dove avevano preparato un altro attentato) nell'appartamento di via Dire Daua a Roma. Nella serata del giorno successivo Lo Nigro, Spatuzza e Giuliano rubarono tre Fiat Uno, accompagnati da Benigno e Scarano: le tre auto rubate furono portate nel magazzino di Di Natale sulla via Ostiense, dove Lo Nigro e Benigno provvidero a imbottirne solo due con l'esplosivo già conservato lì; la sera stessa, Lo Nigro portò la prima autobomba davanti a San Giorgio al Velabro mentre Spatuzza e Giuliano portarono la seconda a San Giovanni in Laterano, accendendo le rispettive micce e fuggendo poi a bordo della terza Fiat Uno guidata da Benigno, che venne poi abbandonata presso lo Scalo di San Lorenzo, dove vennero prelevati da Scarano, che li riportò in via Dire Daua: le esplosioni, che avvennero a distanza di quattro minuti l'una dall'altra, provocarono ventidue feriti ma nessuna vittima, nonché gravi danneggiamenti alle due chiese.
Poco prima di andare a parcheggiare le autobombe davanti alle chiese, Spatuzza si occupò di imbucare due lettere anonime, che gli erano state consegnate su incarico del boss Giuseppe Graviano ed erano destinate alle redazioni dei quotidiani Corriere della Sera di Milano e Il Messaggero di Roma, in cui si leggeva:
P.S. Garantiamo che saranno centinaia»
Nel primo pomeriggio del 28 luglio papa Giovanni Paolo II visitò ambedue i siti colpiti da esplosioni. Una delle possibili spiegazioni in ordine all'individuazione degli obiettivi è stata che potesse trattarsi di un'intimidazione nei confronti dei massimi esponenti istituzionali dell'epoca, il Presidente del Senato Giovanni Spadolini e il Presidente della Camera Giorgio Napolitano, ma anche che potesse trattarsi di un sinistro avvertimento al Vaticano per il discorso contro la mafia pronunciato da Giovanni Paolo II durante la sua visita ad Agrigento nel maggio precedente. 

## Indagini e processi
Le indagini sugli attentati alle chiese vennero inizialmente coordinate dalla Procura di Roma, che nell'ottobre 1993 iscrisse nel registro degli indagati i tre camorristi Raffaele Catapano, Francesco Cocozza e Vincenzo Rinaldi, accusati dal collaboratore di giustizia Salvatore Annacondia di avergli chiesto in carcere di aderire ad un programma di attentati contro il patrimonio artistico italiano per arrivare all'abrogazione dell'articolo 41 bis sul carcere duro per i detenuti mafiosi: tuttavia le accuse vennero subito archiviate per mancanza di prove. 
Nel 1994 tutte le indagini sugli attentati di Roma, Firenze e Milano passarono alla Procura di Firenze, condotte dal procuratore capo Pier Luigi Vigna e dai sostituti procuratori Francesco Fleury, Gabriele Chelazzi e Giuseppe Nicolosi: in quell'anno, la svolta all'inchiesta sugli attentati alle chiese fu data dalla collaborazione con la giustizia di Emanuele Di Natale e di alcuni membri del suo nucleo familiare (il nipote Umberto Maniscalco e il figlio illegittimo Pietro Siclari), cui si aggiunsero le dichiarazioni di Antonio Scarano e Pietro Carra, i quali avevano avuto un ruolo nell'esecuzione dell'attentato. Nel 1998 Giuseppe Barranca, Gaspare Spatuzza, Cosimo Lo Nigro, Francesco Giuliano, Salvatore Benigno, Luigi Giacalone, Emanuele Di Natale, Aldo Frabetti, Pietro Carra e Antonino Mangano vennero riconosciuti come esecutori materiali degli attentati alle chiese nella sentenza per le stragi del 1993.
Nel 2008 Spatuzza iniziò a collaborare con la giustizia e le sue dichiarazioni fecero riaprire le inchieste su tutte le stragi del biennio 1992-93: nel 2011 la Corte d'Assise di Firenze condannò all'ergastolo Francesco Tagliavia, capo della Famiglia di Corso dei Mille accusato da Spatuzza di aver fornito supporto logistico ed economico all'esecuzione degli attentati, sentenza diventata definitiva nel 2017; sempre sulla base delle dichiarazioni di Spatuzza, nel 2012 la Procura di Firenze dispose l'arresto del pescatore Cosimo D'Amato, cugino di Cosimo Lo Nigro, il quale era accusato di aver fornito l'esplosivo, estratto da residuati bellici recuperati in mare, che venne utilizzato in tutti gli attentati del 1992-1993, compresi quelli alle chiese di Roma. Nel 2013 D'Amato venne condannato all'ergastolo con il rito abbreviato dal giudice dell'udienza preliminare di Firenze, condanna divenuta definitiva nel 2016.